# Сомалійська молодіжна ліга
Сомалійська молодіжна ліга (сом. Ururka Dhalinyarada Soomaaliyeed, італ. Lega dei Giovani Somali), спочатку відома як Сомалійський молодіжний клуб — перша політична партія Сомалі, що зіграла ключову роль на шляху країни до незалежності в 1940-х — 1960-х роках.

## Історія
Під час Другої світової війни Велика Британія окупувала італійський Сомаліленд і з 1941 до 1950 року керувала цією територією. Зіткнувшись із зростаючим політичним тиском Італії, який був ворожим до британського права і прагненню Сомалі до незалежності, сомалійці і британці стали розглядати один одного як союзників.
Перша політична партія Сомалі — Сомалійський молодіжний клуб, була створена в Могадішо в 1943 році . Під час заснування партія мала 13 членів-засновників: троє походили з клану Дарод (найважливішим з них був Ясін Хаджи Осман Шермарк), 3 з клану Раханвейн, 2 з клану Рір Хамар і 5 з клану Хавіє. Представники народу харарі стали членами партії в 1946 році, коли молодіжна ліга відкрила офіс в Харері. Ліга підтримала концепцію Великого Сомалі зі столицею у Харері. Спільним представникам Сомалі та народу харарі було доручено повідомити про цю пропозицію в офіс ООН у Могадішо .
Члени Сомалійської молодіжної ліги знаходилися під значним впливом релігійного повстання на рубежі століть різних релігійних діячів, таких як Увайс аль-Бараві, Шейх Хасан Барсане і Мохаммед Абділле Хасан. Щоб розширити можливості нової партії, було дозволено приєднатися до неї освіченим поліцейським та державним службовцям.
До 1948 року Сомалійський молодіжний клуб був добре структурованою політичною одиницею Сомалі. Абдуллахі Ісса обраний генеральним секретарем партії і перейменував її на Сомалійську молодіжну лігу. Він почав відкривати офіси не тільки в італійському і британському Сомалі, але і в Огадені і кенійському Північному прикордонному окрузі.
Заявлені цілі організації полягали в тому, щоб об'єднати всі території Сомалі, включаючи Північний прикордонний округ і Огаден, створювати можливості для загальної сучасної освіти, розвивати сомалійську мову за допомогою стандартної національної орфографії, захищати інтереси Сомалі і протидіяти відновленню італійського правління. Політика організації забороняла клановість, тому 13 членів-засновників, хоч і представляли 4 з 5 основних кланів Сомалі, відмовилися розкрити свою кланову приналежність. Хоча ліга користувалася значною народною підтримкою з боку жителів півночі, основними партіями в Британському Сомаліленді були Сомалійська національна ліга і Національний об'єднаний фронт, які в основному пов'язані з кланом Ісаак, і Об'єднана сомалійська партія, яка мала підтримку кланів Дір і Дарод.
В 1945 пройшла Потсдамська конференція, на якій було вирішено не повертати італійський Сомаліленд Італії . Натомість у листопаді 1949 року Організація Об'єднаних Націй вирішила надати Італії опіку над італійським Сомалілендом, але лише під ретельним наглядом та за певних умов .
Британський Сомаліленд залишався протекторатом Великої Британії до 26 червня 1960 року, коли він став незалежним. Колишній італійський Сомаліленд наслідував його приклад через 5 днів. 1 липня 1960 дві території об'єдналися в Сомалійську республіку хоча і в межах, встановлених Італією і Великою Британією. Уряд держави був сформований Абдуллахи Іссою Мохамудом і Мухаммедом Хаджи Ібрагімом Егалем з Аденом Абдуллою Османом Дааром на посаді президента Сомалі та Абдірашіда Алі Шермарка як прем'єр-міністра Сомалі. 20 липня 1961 року народ Сомалі на всенародному референдумі ратифікував нову конституцію, проєкт якої був вперше розроблений в 1960 році.
На перших національних виборах після здобуття незалежності, що відбулися 30 березня 1964 року, Сомалійська молодіжна ліга отримала абсолютну більшість в 69 з 123 місць у парламенті. Інші місця розділили 11 партій. Через 5 років, на загальних виборах, що відбулися в березні 1969 року, правляча Сомалійська молодіжна ліга на чолі з Мохаммедом Ібрагімом Егалем утримала владу. Проте того ж року був убитий президент Сомалі Абдірашід Алі Шермарк. Незабаром був військовий переворот, керівником якого став Мохамед Сіад Барре. Слідом за переворотом Вища революційна рада перейменувала країну на Сомалійську Демократичну Республіку, заарештувала членів колишнього уряду, заборонила політичні партії, розпустила парламент, Верховний суд і призупинила дію конституції .

## Лідери

### Засновники та керівники
13 членів-засновників Сомалійської молодіжної ліги
- Абдулкадир Шейх Сахавудін[en]
- Ясін Хаджи Осман Шермарк[en]
- Мохамед Хірсі Нур (Сейдін)
- Хаджі Мохамед Хусейн Махад
- Осман Джеді Раге
- Дере Хаджі Дере
- Дахір Хаджі Осман (Дегавейн)
- Алі Хасан Маслах
- Мохамед Алі Нур
- Мохамед Фарах Хілоул
- Х. Мохамед Абдуллахі Хаєсі
- Худоу Малін Абдуллахі Салах
- Мохамед Осман Барбе Бардхере

### Відомі члени
Президенти:
- Аден Абдулла Осман Даар: 1 липня 1960 — 10 червня 1967
- Абдірашид Алі Шермарк: 6 липня 1967 — 15 жовтня 1969
- Моктар Мохамед Хусейн: 15 жовтня 1969 — 21 жовтня 1969

Прем'єр-міністри:
- Абдуллахі Ісса Мохамуд: 29 лютого 1956 — 12 липня 1960
- Абдірашид Алі Шермарк: 1 липня 1960 — 10 червня 1964
- Абдірізак Хаджі Хусейн: 14 червня 1964 — 15 липня 1967
- Мухаммад Хаджі Ібрагім Егал: 15 липня 1967 — 21 жовтня 1969
- Умар Артех Галіб: 24 січня 1991 — травень 1993

Голови Національних зборів Сомалі:
- Хаджи Башир[en]: 1 липня — середина липня 1960
- Джама Абдуллахі Каліб: середина липня 1960 — 26 травня 1964 р.
- Ахмед Шейх Мохамед Обсіє: 26 травня 1964—1967
- Моктар Мухаммед Хусейн: 1967 — 15 жовтня 1969